# Flachaemus turneri
Flachaemus turneri är en insektsart som beskrevs av Van Stalle 1988. Flachaemus turneri ingår i släktet Flachaemus och familjen kilstritar. Inga underarter finns listade i Catalogue of Life.